# Abra Pampa
Abra Pampa är en kommunhuvudort i Argentina.   Den ligger i provinsen Jujuy, i den norra delen av landet, 1 500 kilometer nordväst om huvudstaden Buenos Aires. Abra Pampa ligger 3 487 meter över havet och antalet invånare är 9 425.
Terrängen runt Abra Pampa är huvudsakligen platt, men söderut är den kuperad. Runt Abra Pampa är det mycket glesbefolkat, med 2 invånare per kvadratkilometer..
Omgivningarna runt Abra Pampa är i huvudsak ett öppet busklandskap.